# Campeonato Mundial de Atletismo de 2009 - Lançamento de dardo masculino
O lançamento de dardo masculino do Campeonato Mundial de Atletismo de 2009 ocorreu entre os dias 21 e 23 de agosto no Olympiastadion, em Berlim.

## Recordes
Antes desta competição, os recordes mundiais e do campeonato nesta prova eram os seguintes:
| Tipo                  | Atleta      | Distância | Local    | Data                 | Ref |
| --------------------- | ----------- | --------- | -------- | -------------------- | --- |
|                       | Jan Zelezný | 98.48     | Jena     | 25 de maio de 1996   | ver |
| Recorde do campeonato | Jan Zelezný | 92.80     | Edmonton | 12 de agosto de 2001 | ver |

## Medalhistas
| Ouro                      | Prata                    | Bronze                  |
| Andreas Thorkildsen (NOR) | Guillermo Martínez (CUB) | Yukifumi Murakami (JPN) |

## Resultados

### Eliminatórias
Estes são os resultados das eliminatórias. Os 48 atletas inscritos foram divididos em dois grupos, se classificando para a final as que atingissem a marca de 82,00m (Q) ou, no mínimo, doze atletas com as melhores marcas (q).

#### Grupo A
| Pos. | Atleta                  | #1    | #2    | #3    | Res.      | Notas                |
| ---- | ----------------------- | ----- | ----- | ----- | --------- | -------------------- |
| 1    | JPN Yukifumi Murakami   | 74.87 | 83.10 |       | 83.10 (Q) | Recorde pessoal      |
| 2    | CUB Guillermo Martínez  | x     | 76.69 | 82.50 | 82.50 (Q) |                      |
| 3    | FIN Tero Pitkämäki      | 80.96 | x     | 81.65 | 81.65 (q) |                      |
| 4    | NOR Andreas Thorkildsen | x     | 80.37 | 79.93 | 80.37 (q) |                      |
| 5    | LAT Ainars Kovals       | 79.76 | x     | x     | 79.76 (q) |                      |
| 6    | FIN Tero Järvenpää      | 77.22 | x     | 79.48 | 79.48 (q) |                      |
| 7    | RUS Sergey Makarov      | 78.68 | x     | 78.47 | 78.68     |                      |
| 8    | HUN Csongor Olteán      | 74.75 | x     | 78.46 | 78.46     |                      |
| 9    | EST Mihkel Kukk         | 72.63 | 76.70 | 78.18 | 78.18     |                      |
| 10   | USA Mike Hazle          | x     | 76.98 | 78.17 | 78.17     |                      |
| 11   | KOR Jae-myong Park      | 75.62 | 76.17 | 78.16 | 78.16     |                      |
| 12   | CHN Qiang Qin           | 76.87 | 75.40 | 77.65 | 77.65     |                      |
| 13   | UKR Roman Avramenko     | 73.85 | 76.46 | 77.44 | 77.44     |                      |
| 14   | BLR Aliaksandr Ashomka  | 72.83 | 76.85 | 76.04 | 76.85     |                      |
| 15   | LAT Eriks Rags          | 76.23 | x     | 75.97 | 76.23     |                      |
| 16   | CZE Vítezslav Veselý    | 75.16 | 75.76 | 69.48 | 75.76     |                      |
| 17   | SWE Jonas Lohse         | x     | 75.33 | 74.46 | 75.33     |                      |
| 18   | ARM Melik Janoyan       | 68.74 | 74.74 | 72.75 | 74.74     | Recorde da temporada |
| 19   | POL Adrian Markowski    | 68.84 | 72.87 | 74.13 | 74.13     |                      |
| 20   | GER Tino Häber          | 73.66 | 74.11 | 73.64 | 74.11     |                      |
| 21   | SUI Stefan Müller       | 71.09 | 71.63 | 72.83 | 72.83     |                      |
| 22   | BEL Thomas Smet         | 70.35 | x     | 68.23 | 70.35     |                      |
| 23   | PAR Víctor Fatecha      | 66.31 | 68.65 | 65.93 | 68.65     |                      |
| 24   | LTU Tomas Intas         | 68.40 | x     | x     | 68.40     |                      |

#### Grupo B
| Pos. | Atleta                      | #1    | #2    | #3    | Res.      | Notas                |
| ---- | --------------------------- | ----- | ----- | ----- | --------- | -------------------- |
| 1    | LAT Vadims Vasilevskis      | 86.69 |       |       | 86.69 (Q) |                      |
| 2    | GER Mark Frank              | 79.04 | 80.85 | -     | 80.85 (q) |                      |
| 3    | FIN Teemu Wirkkala          | 76.82 | 79.84 | 79.23 | 79.84 (q) |                      |
| 4    | CZE Petr Frydrych           | 79.57 | 78.14 | 72.73 | 79.57 (q) |                      |
| 5    | USA Sean Furey              | x     | 74.51 | 79.28 | 79.28 (q) | Recorde da temporada |
| 6    | FIN Antti Ruuskanen         | 78.61 | 78.69 | 76.82 | 78.69 (q) |                      |
| 7    | NZL Stuart Farquhar         | 72.84 | 74.54 | 78.53 | 78.53     |                      |
| 8    | TUR Fatih Avan              | 78.12 | x     | 68.12 | 78.12     |                      |
| 9    | RUS Aleksandr Ivanov        | x     | 77.13 | 78.00 | 78.00     |                      |
| 10   | BEL Tom Goyvaerts           | 77.37 | x     | 73.62 | 77.37     |                      |
| 11   | USA Chris Hill              | 70.23 | 75.20 | 77.14 | 77.14     |                      |
| 12   | UKR Oleksandr Pyatnytsya    | 76.13 | 75.61 | x     | 76.13     |                      |
| 13   | BLR Uladzimir Kazlou        | x     | 73.17 | 75.38 | 75.38     |                      |
| 14   | POL Igor Janik              | 75.20 | x     | x     | 75.20     |                      |
| 15   | KOR Sangjin Jung            | x     | 72.80 | x     | 72.80     |                      |
| 16   | COL Arley Ibargüen          | 69.49 | 72.54 | x     | 72.54     |                      |
| 17   | RUS Ilya Korotkov           | 71.59 | 70.37 | x     | 71.59     |                      |
| 18   | TUN Mohamed Ali Kebabou     | 64.68 | 68.75 | -     | 68.75     |                      |
| 19   | BRA Júlio César de Oliveira | 67.85 | 68.49 | x     | 68.49     |                      |
| 20   | RSA John Robert Oosthuizen  | 67.86 | x     | 67.57 | 67.86     |                      |
| 21   | GBR Mervyn Luckwell         | 65.02 | 61.42 | 66.30 | 66.30     |                      |
|      | CHI Ignacio Guerra          | x     | x     | x     | NM        |                      |
|      | EST Tanel Laanmäe           | x     | x     | -     | NM        |                      |
|      | EST Andrus Värnik           |       |       |       | DNS       |                      |

### Final
Estes são os resultados da final:
| Pos               | Atleta                  | #1    | #2    | #3    | #4    | #5    | #6    | Res.  | Notas                |
| ----------------- | ----------------------- | ----- | ----- | ----- | ----- | ----- | ----- | ----- | -------------------- |
| Medalha de ouro   | NOR Andreas Thorkildsen | 77.80 | 89.59 | 88.95 | x     | -     | -     | 89.59 | Recorde da temporada |
| Medalha de prata  | CUB Guillermo Martínez  | 83.43 | 83.28 | 78.22 | 77.27 | -     | 86.41 | 86.41 | Recorde da temporada |
| Medalha de bronze | JPN Yukifumi Murakami   | 76.01 | 82.97 | x     | x     | -     | 77.90 | 82.97 |                      |
| 4                 | LAT Vadims Vasilevskis  | x     | 82.05 | x     | x     | x     | 82.37 | 82.37 |                      |
| 5                 | FIN Tero Pitkämäki      | 81.90 | 81.14 | 80.50 | x     | 80.17 | 81.14 | 81.90 |                      |
| 6                 | FIN Antti Ruuskanen     | 75.36 | 75.67 | 81.87 | 78.65 | x     | 80.87 | 81.87 |                      |
| 7                 | LAT Ainars Kovals       | x     | 81.54 | x     | x     | 75.98 | 76.39 | 81.54 |                      |
| 8                 | GER Mark Frank          | 73.77 | 79.86 | x     | x     | x     | 81.32 | 81.32 |                      |
| 9                 | FIN Teemu Wirkkala      | 79.76 | x     | 79.82 |       |       |       | 79.82 |                      |
| 10                | CZE Petr Frydrych       | 78.57 | x     | 79.29 |       |       |       | 79.29 |                      |
| 11                | FIN Tero Järvenpää      | 75.43 | x     | 75.57 |       |       |       | 75.57 |                      |
| 12                | USA Sean Furey          | 73.18 | 74.51 | 73.77 |       |       |       | 74.51 |                      |

- x = Arremesso inválido

Legenda
| Recorde mundial       | Recorde mundial (World record)               |                       | Recorde africano                      | Recorde africano (African) |                                           | Q | Classificado por posição (Qualified) |
| Recorde do campeonato | Recorde do campeonato (Championship record)  | Recorde da América    | Recorde da América (Americas)         | q                          | Classificado por melhor tempo (Qualified) |   |                                      |
| Melhor marca do ano   | Melhor marca do ano (World leading)          | Recorde asiático      | Recorde asiático (Asian)              | DNS                        | Não largou (Did not start)                |   |                                      |
| Recorde nacional      | Recorde nacional (National record)           | Recorde europeu       | Recorde europeu (European)            | DNF                        | Não terminou (Did not finish)             |   |                                      |
| Recorde pessoal       | Recorde pessoal do atleta (Personal best)    | Recorde da Oceania    | Recorde da Oceania (Oceania)          | DSQ / DQ                   | Desclassificado (Disqualified)            |   |                                      |
| Recorde da temporada  | Recorde da temporada do atleta (Season best) | Recorde sul-americano | Recorde sul-americano (South America) | NM                         | Sem marca (No mark)                       |   |                                      |